# سفارة قبرص في النمسا
سفارة قبرص في النمسا هي أرفع تمثيل دبلوماسي لدولة قبرص لدى النمسا. تقع السفارة في فيينا وهي تهدف لتعزيز المصالح القبرصية في النمسا.

## وصلات خارجية
- قائمة سفارات قبرص
- قائمة السفارات في النمسا